# Eleições autárquicas portuguesas de 1976 no distrito de Braga
| Eleições autárquicas portuguesas de 1976 Distritos: Aveiro \| Beja \| Braga \| Bragança \| Castelo Branco \| Coimbra \| Évora \| Faro \| Guarda \| Leiria \| Lisboa \| Portalegre \| Porto \| Santarém \| Setúbal \| Viana do Castelo \| Vila Real \| Viseu \| Açores \| Madeira |

## Resultados por concelho
Os resultados nos concelhos do distrito de Braga foram os seguintes:

### Amares
| Partido                 | Partido                     | Votos | %               | Vereadores |
| ----------------------- | --------------------------- | ----- | --------------- | ---------- |
|                         | Centro Democrático Social   | 2 712 | 37,94 / 100,00  | 2 / 5      |
|                         | Partido Social Democrata    | 1 943 | 27,18 / 100,00  | 2 / 5      |
|                         | Partido Socialista          | 1 809 | 25,31 / 100,00  | 1 / 5      |
|                         | Frente Eleitoral Povo Unido | 208   | 2,91 / 100,00   | 0 / 5      |
| Votos Inválidos         | Votos Inválidos             | 476   | 6,66 / 100,00   |            |
| Total                   | Total                       | 7 148 | 100,00 / 100,00 | 5 / 5      |
| Eleitorado/Participação | Eleitorado/Participação     | 9 580 | 74,61 / 100,00  |            |

### Barcelos
| Partido                 | Partido                                 | Votos  | %               | Vereadores |
| ----------------------- | --------------------------------------- | ------ | --------------- | ---------- |
|                         | Partido Social Democrata                | 18 950 | 44,03 / 100,00  | 5 / 9      |
|                         | Centro Democrático Social               | 10 175 | 23,64 / 100,00  | 2 / 9      |
|                         | Partido Socialista                      | 8 820  | 20,50 / 100,00  | 2 / 9      |
|                         | Frente Eleitoral Povo Unido             | 2 081  | 4,84 / 100,00   | 0 / 9      |
|                         | Grupos Dinamizadores de Unidade Popular | 1 104  | 2,57 / 100,00   | 0 / 9      |
| Votos Inválidos         | Votos Inválidos                         | 1 904  | 4,43 / 100,00   |            |
| Total                   | Total                                   | 43 034 | 100,00 / 100,00 | 9 / 9      |
| Eleitorado/Participação | Eleitorado/Participação                 | 55 366 | 77,73 / 100,00  |            |

### Braga
| Partido                 | Partido                                            | Votos  | %               | Vereadores |
| ----------------------- | -------------------------------------------------- | ------ | --------------- | ---------- |
|                         | Partido Socialista                                 | 15 450 | 30,76 / 100,00  | 3 / 9      |
|                         | Centro Democrático Social                          | 13 815 | 27,51 / 100,00  | 3 / 9      |
|                         | Partido Social Democrata                           | 9 843  | 19,60 / 100,00  | 2 / 9      |
|                         | Frente Eleitoral Povo Unido                        | 5 419  | 10,79 / 100,00  | 1 / 9      |
|                         | Grupos Dinamizadores de Unidade Popular            | 1 074  | 2,14 / 100,00   | 0 / 9      |
|                         | MRPP                                               | 933    | 1,86 / 100,00   | 0 / 9      |
|                         | Partido Popular Monárquico                         | 501    | 1,00 / 100,00   | 0 / 9      |
|                         | Partido Comunista de Portugal (marxista-leninista) | 263    | 0,52 / 100,00   | 0 / 9      |
| Votos Inválidos         | Votos Inválidos                                    | 2 925  | 5,83 / 100,00   |            |
| Total                   | Total                                              | 50 223 | 100,00 / 100,00 | 9 / 9      |
| Eleitorado/Participação | Eleitorado/Participação                            | 66 772 | 75,22 / 100,00  |            |

### Cabeceiras de Basto
| Partido                 | Partido                     | Votos  | %               | Vereadores |
| ----------------------- | --------------------------- | ------ | --------------- | ---------- |
|                         | Partido Socialista          | 2 873  | 35,45 / 100,00  | 3 / 7      |
|                         | Partido Social Democrata    | 2 777  | 34,26 / 100,00  | 2 / 7      |
|                         | Centro Democrático Social   | 1 934  | 23,86 / 100,00  | 2 / 7      |
|                         | Frente Eleitoral Povo Unido | 181    | 2,23 / 100,00   | 0 / 7      |
| Votos Inválidos         | Votos Inválidos             | 340    | 4,20 / 100,00   |            |
| Total                   | Total                       | 8 105  | 100,00 / 100,00 | 7 / 7      |
| Eleitorado/Participação | Eleitorado/Participação     | 10 982 | 73,80 / 100,00  |            |

### Celorico de Basto
| Partido                 | Partido                     | Votos  | %               | Vereadores |
| ----------------------- | --------------------------- | ------ | --------------- | ---------- |
|                         | Centro Democrático Social   | 4 483  | 50,56 / 100,00  | 4 / 7      |
|                         | Partido Social Democrata    | 1 311  | 14,79 / 100,00  | 1 / 7      |
|                         | Frente Eleitoral Povo Unido | 1 254  | 14,14 / 100,00  | 1 / 7      |
|                         | Partido Socialista          | 1 110  | 12,54 / 100,00  | 1 / 7      |
| Votos Inválidos         | Votos Inválidos             | 709    | 7,99 / 100,00   |            |
| Total                   | Total                       | 8 867  | 100,00 / 100,00 | 7 / 7      |
| Eleitorado/Participação | Eleitorado/Participação     | 13 263 | 66,86 / 100,00  |            |

### Esposende
| Partido                 | Partido                     | Votos  | %               | Vereadores |
| ----------------------- | --------------------------- | ------ | --------------- | ---------- |
|                         | Centro Democrático Social   | 4 308  | 38,51 / 100,00  | 3 / 7      |
|                         | Partido Social Democrata    | 3 564  | 31,86 / 100,00  | 3 / 7      |
|                         | Partido Socialista          | 1 920  | 17,16 / 100,00  | 1 / 7      |
|                         | Frente Eleitoral Povo Unido | 647    | 5,78 / 100,00   | 0 / 7      |
| Votos Inválidos         | Votos Inválidos             | 748    | 6,68 / 100,00   |            |
| Total                   | Total                       | 11 187 | 100,00 / 100,00 | 7 / 7      |
| Eleitorado/Participação | Eleitorado/Participação     | 15 101 | 74,08 / 100,00  |            |

### Fafe
| Partido                 | Partido                     | Votos  | %               | Vereadores |
| ----------------------- | --------------------------- | ------ | --------------- | ---------- |
|                         | Partido Social Democrata    | 6 588  | 35,66 / 100,00  | 3 / 7      |
|                         | Partido Socialista          | 6 135  | 33,21 / 100,00  | 3 / 7      |
|                         | Centro Democrático Social   | 3 082  | 16,68 / 100,00  | 1 / 7      |
|                         | Frente Eleitoral Povo Unido | 1 529  | 8,28 / 100,00   | 0 / 7      |
| Votos Inválidos         | Votos Inválidos             | 1 138  | 6,17 / 100,00   |            |
| Total                   | Total                       | 18 472 | 100,00 / 100,00 | 7 / 7      |
| Eleitorado/Participação | Eleitorado/Participação     | 26 572 | 69,52 / 100,00  |            |

### Guimarães
| Partido                 | Partido                                 | Votos  | %               | Vereadores |
| ----------------------- | --------------------------------------- | ------ | --------------- | ---------- |
|                         | Partido Socialista                      | 17 980 | 31,51 / 100,00  | 3 / 9      |
|                         | Partido Social Democrata                | 14 063 | 24,65 / 100,00  | 3 / 9      |
|                         | Centro Democrático Social               | 13 190 | 23,12 / 100,00  | 2 / 9      |
|                         | Frente Eleitoral Povo Unido             | 6 632  | 11,62 / 100,00  | 1 / 9      |
|                         | Grupos Dinamizadores de Unidade Popular | 1 173  | 2,06 / 100,00   | 0 / 9      |
|                         | MRPP                                    | 696    | 1,22 / 100,00   | 0 / 9      |
|                         | Partido Popular Monárquico              | 437    | 0,77 / 100,00   | 0 / 9      |
| Votos Inválidos         | Votos Inválidos                         | 2 886  | 5,06 / 100,00   |            |
| Total                   | Total                                   | 57 057 | 100,00 / 100,00 | 9 / 9      |
| Eleitorado/Participação | Eleitorado/Participação                 | 75 907 | 75,17 / 100,00  |            |

### Póvoa de Lanhoso
| Partido                 | Partido                     | Votos  | %               | Vereadores |
| ----------------------- | --------------------------- | ------ | --------------- | ---------- |
|                         | Partido Social Democrata    | 3 032  | 37,40 / 100,00  | 3 / 7      |
|                         | Centro Democrático Social   | 2 652  | 32,72 / 100,00  | 3 / 7      |
|                         | Partido Socialista          | 1 291  | 15,93 / 100,00  | 1 / 7      |
|                         | Frente Eleitoral Povo Unido | 490    | 6,04 / 100,00   | 0 / 7      |
| Votos Inválidos         | Votos Inválidos             | 641    | 7,90 / 100,00   |            |
| Total                   | Total                       | 8 106  | 100,00 / 100,00 | 7 / 7      |
| Eleitorado/Participação | Eleitorado/Participação     | 11 431 | 70,91 / 100,00  |            |

### Terras de Bouro
| Partido                 | Partido                     | Votos | %               | Vereadores |
| ----------------------- | --------------------------- | ----- | --------------- | ---------- |
|                         | Partido Social Democrata    | 2 292 | 49,92 / 100,00  | 3 / 5      |
|                         | Centro Democrático Social   | 976   | 21,26 / 100,00  | 1 / 5      |
|                         | Partido Socialista          | 751   | 16,36 / 100,00  | 1 / 5      |
|                         | Frente Eleitoral Povo Unido | 245   | 5,34 / 100,00   | 0 / 5      |
| Votos Inválidos         | Votos Inválidos             | 327   | 7,12 / 100,00   |            |
| Total                   | Total                       | 4 591 | 100,00 / 100,00 | 5 / 5      |
| Eleitorado/Participação | Eleitorado/Participação     | 6 310 | 72,76 / 100,00  |            |

### Vieira do Minho
| Partido                 | Partido                     | Votos  | %               | Vereadores |
| ----------------------- | --------------------------- | ------ | --------------- | ---------- |
|                         | Partido Social Democrata    | 1 973  | 32,02 / 100,00  | 3 / 7      |
|                         | Centro Democrático Social   | 1 561  | 25,33 / 100,00  | 2 / 7      |
|                         | Partido Socialista          | 1 327  | 21,54 / 100,00  | 2 / 7      |
|                         | Frente Eleitoral Povo Unido | 520    | 8,44 / 100,00   | 0 / 7      |
|                         | Partido Popular Monárquico  | 157    | 2,55 / 100,00   | 0 / 7      |
| Votos Inválidos         | Votos Inválidos             | 624    | 10,13 / 100,00  |            |
| Total                   | Total                       | 6 162  | 100,00 / 100,00 | 7 / 7      |
| Eleitorado/Participação | Eleitorado/Participação     | 10 163 | 60,63 / 100,00  |            |

### Vila Nova de Famalicão
| Partido                 | Partido                                 | Votos  | %               | Vereadores |
| ----------------------- | --------------------------------------- | ------ | --------------- | ---------- |
|                         | Partido Social Democrata                | 12 929 | 28,98 / 100,00  | 3 / 9      |
|                         | Partido Socialista                      | 12 176 | 27,29 / 100,00  | 3 / 9      |
|                         | Centro Democrático Social               | 11 439 | 25,64 / 100,00  | 2 / 9      |
|                         | Frente Eleitoral Povo Unido             | 5 069  | 11,36 / 100,00  | 1 / 9      |
|                         | Grupos Dinamizadores de Unidade Popular | 1 265  | 2,84 / 100,00   | 0 / 9      |
| Votos Inválidos         | Votos Inválidos                         | 1 736  | 3,90 / 100,00   |            |
| Total                   | Total                                   | 44 614 | 100,00 / 100,00 | 9 / 9      |
| Eleitorado/Participação | Eleitorado/Participação                 | 57 046 | 78,21 / 100,00  |            |

### Vila Verde
| Partido                 | Partido                     | Votos  | %               | Vereadores |
| ----------------------- | --------------------------- | ------ | --------------- | ---------- |
|                         | Centro Democrático Social   | 6 386  | 38,28 / 100,00  | 3 / 7      |
|                         | Partido Social Democrata    | 4 964  | 29,75 / 100,00  | 3 / 7      |
|                         | Partido Socialista          | 3 011  | 18,05 / 100,00  | 1 / 7      |
|                         | Frente Eleitoral Povo Unido | 680    | 4,08 / 100,00   | 0 / 7      |
|                         | Partido Popular Monárquico  | 517    | 3,10 / 100,00   | 0 / 7      |
|                         | MRPP                        | 116    | 0,70 / 100,00   | 0 / 7      |
| Votos Inválidos         | Votos Inválidos             | 1 009  | 6,05 / 100,00   |            |
| Total                   | Total                       | 16 683 | 100,00 / 100,00 | 7 / 7      |
| Eleitorado/Participação | Eleitorado/Participação     | 24 590 | 67,84 / 100,00  |            |